# Luiz Bonfá
Luiz Floriano Bonfá (Rio de Janeiro, 17 oktober 1922 – aldaar, 12 januari 2001) was een Braziliaanse gitarist en componist. Hij maakte naam als een van de componisten van de muziek voor de film Orfeu Negro uit 1959.

## Biografie
Bonfá werd geboren op 17 oktober 1922 in Rio de Janeiro. Als kind leerde hij zichzelf gitaar spelen. Vanaf zijn twaalfde kreeg hij les van de Uruguayaanse klassieke gitarist Isaís Sávio. Hoewel Bonfá deze wekelijks lessen eigenlijk niet kon betalen, besloot Sávio hem vanwege diens bijzondere passie en talent met betrekking tot het gitaarspel gratis les te geven.
Bonfá overleed in Rio de Janeiro op 12 januari 2001 aan prostaatkanker. Hij werd 78 jaar oud. 

## Trivia
De Belgisch-Australische artiest Gotye deelt sinds 2011 alle rechten en inkomsten met de nabestaanden van Luiz Bonfá voor zijn succesnummer Somebody That I Used To Know, waarvoor hij zich liet inspireren door het nummer Seville uit 1967. In 1997 werd overigens al het nummer Bahia Soul gebruikt door de triphopgroep Smoke City voor hun hit Underwater Love.

## Discografie
| - 1955 · Luiz Bonfá (Uma Prece) - 1959 · Amor!: The Fabulous Guitar of Luiz Bonfa - 1962 · Brazil's King of the Bossa Nova and Guitar - 1962 · Violão e o Samba - 1963 · Composer of Black Orpheus Plays and Sings Bossa Nova - 1963 · Le Roi de la Bossa Nova - 1965 · Braziliana - 1965 · The Brazilian Scene - 1966 · Gentle Rain - 1968 · Black Orpheus Impressions - 1968 · Bonfa | - 1970 · The New Face of Bonfá - 1971 · Sanctuary - 1972 · Introspection - 1973 · Jacarandá - 1974 · Todo o Nada - 1978 · Bonfa Burrows Brazil - 1988 · Manhattan Strut - 1989 · Non-Stop to Brazil - 1992 · The Bonfá Magic - 1996 · Garoto Genios Do Violao - 2005 · Solo in Rio 1959 (Live) |

- Bibsys: 1008532
- Biblioteca Nacional de España: XX4581757
- Bibliothèque nationale de France: cb139336302 (data)
- Catàleg d'autoritats de noms i títols de Catalunya: 981058518256506706
- CiNii: DA12052919
- Gemeinsame Normdatei: 130475912
- International Standard Name Identifier: 0000 0001 1580 5918
- Library of Congress Control Number: n85076958
- Nationale Bibliotheek van Letland: 000069055
- MusicBrainz: f926459e-1bd2-42a6-a174-8994ad950591
- Bibliotheek van het Japanse parlement: 001172238
- Nationale Bibliotheek van Tsjechië: xx0094143
- Nationale Bibliotheek van Israël: 987007329890305171
- Nationale en Universitaire bibliotheek Zagreb: 000132898
- Nederlandse Thesaurus van Auteursnamen: 072196068
- Istituto Centrale per il Catalogo Unico: LO1V266299
- Système universitaire de documentation: 121368653
- Virtual International Authority File: 116555927
- WorldCat: E39PBJB8vvccfdPTyT9R4VgdwC